# Miss Grand Guatemala
Miss Grand Guatemala es un título de belleza femenina de Guatemala y un concurso preliminar para Miss Grand Internacional. Cada concursante representa su estado de origen o residencia y la ganadora del título lo lleva por un periodo de alrededor de un año, añadiendo a él, el año en que lo ganó. Miss Grand Guatemala 2025 y actual reina del certamen es, Ana Sofía Lendl de Guatemala en USA.
Hoy, la representante de Guatemala en Miss Grand Internacional fue seleccionada por la Organización Miss Grand Guatemala a través de una elección donde se eligieron a representantes para otros concursos de belleza internacionales.

## Historia
Después de que Miss Grand Internacional se estableció en 2013, El director nacional del Miss Guatemala Latina, "Oscar Flores" compró su franquicia para Guatemala y "Melanie Michelle Cohn Bech", Miss Guatemala Latina 2013, fue nombrada Miss Grand Guatemala 2013 para competir por el título internacional, pero no logró hacer un corte. En 2015-2016, Miss Grand Guatemala fue la vicepresidenta de "Miss Guatemala Latina". Luego de 2017, Miss Guatemala (Miss Universo Guatemala) tomó franquicia del director anterior, eligió a "Sofía Alvarado" del departamento de Santa Rosa como Miss Grand Guatemala 2017, luego decidió nombrar a Karen Alenjandra Castro Mayen para competir en Miss Grand International 2017 en Vietnam, pero ella no pudo calificar.
Hoy en día, la licencia de Miss Grand Guatemala pertenece al hacedor de reinas Alex Orellana.

## Ganadoras del certamen
| Año  | Ganadora               | Representando a   | Edad              | Altura            | Lugar del evento                                        | Participantes                               | Fecha                                       | Ref.        |
| ---- | ---------------------- | ----------------- | ----------------- | ----------------- | ------------------------------------------------------- | ------------------------------------------- | ------------------------------------------- | ----------- |
| 2025 | Ana Sofía Lendl        | Guatemala en USA  | 28                | 1,73 m            | Expocenter Tikal futura, Guatemala City, Guatemala      | 12                                          | 31 de mayo de 2025                          | [ 1 ]       |
| 2024 | Tokyo Gonzalo          | Sacatepéquez      | 20                | 1,77 m            | Teatro Dick Smith, Ciudad de Guatemala                  | 13                                          | 1 de mayo de 2024                           |             |
| 2023 | Raschel Paz            | Ciudad Capital    | 23                | 1,83 m            | Designada, sin concurso nacional celebrado.             | Designada, sin concurso nacional celebrado. | Designada, sin concurso nacional celebrado. |             |
| 2022 | Andrea Radford         | Ciudad Capital    | 27                | 1,73 m            | Designada, sin concurso nacional celebrado.             | Designada, sin concurso nacional celebrado. | Designada, sin concurso nacional celebrado. |             |
| 2021 | María José Sazo        | Escuintla         | 21                | 1,79 m            | Designada, sin concurso nacional celebrado.             | Designada, sin concurso nacional celebrado. | Designada, sin concurso nacional celebrado. | [ 2 ]       |
| 2020 | Ivana Batchelor        | Quetzaltenango    | 19                | 1,82 m            | Designada, sin concurso nacional celebrado.             | Designada, sin concurso nacional celebrado. | Designada, sin concurso nacional celebrado. | [ 3 ]       |
| 2019 | Dannia Guevara         | San Marcos        | 22                | 1,77 m            | Designada, sin concurso nacional celebrado.             | Designada, sin concurso nacional celebrado. | Designada, sin concurso nacional celebrado. | [ 4 ]       |
| 2018 | Raquel Carredano Tovar | San Marcos        | 26                | 1,65 m            | Designada, sin concurso nacional celebrado.             | Designada, sin concurso nacional celebrado. | Designada, sin concurso nacional celebrado. | [ 5 ]       |
| 2017 | Alenjandra Castro      | Ciudad Capital    | 25                | 1,70 m            | Designada, sin concurso nacional celebrado.             | Designada, sin concurso nacional celebrado. | Designada, sin concurso nacional celebrado. | [ 5 ] [ 6 ] |
| 2016 | Susan Larios           | Guatemala en USA  | 24                | 1,63 m            | The Westin Camino Real Hotel, Guatemala City, Guatemala | 37                                          | 14 de agosto de 2016                        | [ 1 ]       |
| 2015 | Analí Calderón         | San Marcos        | 26                | 1,62 m            | Universidad Galileo, Zone 10, Guatemala City, Guatemala | 40                                          | 15 de agosto de 2015                        | [ 7 ] [ 8 ] |
| 2014 | Sin representante      | Sin representante | Sin representante | Sin representante | Sin representante                                       | Sin representante                           | Sin representante                           |             |
| 2013 | Michelle Cohn Bech     | Ciudad Capital    | 18                | 1,79 m            | Designada, sin concurso nacional celebrado.             | Designada, sin concurso nacional celebrado. | Designada, sin concurso nacional celebrado. | [ 9 ]       |

### Ganadoras por Departamento
| Departamento o Ciudad | Títulos | Victorias              |  |
| Ciudad Capital        | 4       | 2013, 2017, 2022, 2023 |  |
| San Marcos            | 3       | 2015, 2018, 2019       |  |
| Guatemala en USA      | 2       | 2016, 2025             |  |
| Quetzaltenango        | 1       | 2020                   |  |
| Escuintla             | 1       | 2021                   |  |
| Sacatepéquez          | 1       | 2024                   |  |

| Año  | Primera Finalista                          | Segunda Finalista                            | Tercera Finalista                                     | Cuarta Finalista                     |
| ---- | ------------------------------------------ | -------------------------------------------- | ----------------------------------------------------- | ------------------------------------ |
| 2016 | San Raimundo – Emily Andrea Ávalos Samayoa | Escuintla – Katerin Alejandra Salazar Yucuté | Quetzaltenango – Sharon Balda Isabel Alvarado Rosales | Petén – Renata Gilardi Castro-Conde  |
| 2015 | Suchitepéquez – Iris Retana                | Jalapa – Stefany Orellana                    | Puerto Barrios, Izabal – Norma Franzúa                | Comunidad de Sordos – Disari Godínez |

## Representaciones internacionales por año
Clave de color;
- Ganadora
- Finalista
- Semifinalista
- Cuartofinalista

### Miss Grand International
| Año  | Representante                       | Departamento o Ciudad | Posición                                                                       | Premios especiales                                                             | Ref               |
| 2023 | Raschel Paz                         | Ciudad de Guatemala   | No clasificó                                                                   |                                                                                |                   |
| 2022 | Andrea Radford                      | Ciudad de Guatemala   | No clasificó                                                                   |                                                                                |                   |
| 2021 | María José Sazó                     | Escuintla             | No clasificó                                                                   |                                                                                |                   |
| 2020 | Elizabeth Ivana Batchelor Betchelor | Quetzaltenango        | 2da Finalista                                                                  | Mejor traje típico                                                             |                   |
| 2019 | Dannia Sucely Guevara Morfín        | San Marcos            | Top 20                                                                         |                                                                                |                   |
| 2018 | Thalía Raquel Carredano Tovar       | San Marcos            | No se unió a la competencia debido a una crisis política interna en Guatemala. | No se unió a la competencia debido a una crisis política interna en Guatemala. | [ 5 ]             |
| 2017 | Karen Alenjandra Castro Mayen       | Ciudad de Guatemala   | No clasificó                                                                   |                                                                                | [ 10 ]            |
| 2016 | Susan Larios Cruz                   | Guatemala USA         | No clasificó                                                                   |                                                                                | [ 11 ]            |
| 2015 | Ingrid Analí Calderón Galindo       | San Marcos            | No clasificó                                                                   |                                                                                | [ 12 ]            |
| 2014 | Sin representante                   | Sin representante     | Sin representante                                                              | Sin representante                                                              | Sin representante |
| 2013 | Melanie Michelle Cohn Bech          | Ciudad de Guatemala   | No clasificó                                                                   |                                                                                |                   |